# Störnstein
Störnstein (bairisch: Sternstoi) ist eine Gemeinde im Oberpfälzer Landkreis Neustadt an der Waldnaab. Die Gemeinde ist Mitglied der Verwaltungsgemeinschaft Neustadt an der Waldnaab.

## Geografie
Die Gemeinde liegt in der Planungsregion Oberpfalz-Nord in der Nachbarschaft zu Tschechien.

### Gemeindegliederung
Es gibt acht Gemeindeteile (in Klammern ist der Siedlungstyp angegeben):
- Ernsthof (Einöde)
- Lanz (Dorf)
- Mohrenstein (Einöde)
- Oberndorf (Weiler)
- Rastenhof (Einöde)
- Reiserdorf (Dorf)
- Störnstein (Kirchdorf)
- Wöllershof (Dorf)

Zur Gemeinde gehören die Gemarkungen Lanz und Störnstein mit den Mündungen der Flüsse Girnitz und Floß in die Naab.

## Geschichte

### Bis zur Gemeindegründung
Die Entstehung der Gemeinde Störnstein ist mit der Geschichte der Burg Störnstein (frühere Schreibform Sternstein) verbunden, heute eine Ruine am Rande von Störnstein. Seit dem 12. Jahrhundert liegen urkundlich gesicherte Nachrichten zu dieser Burg vor, die im Nordgau, nördlich von Weiden in der Oberpfalz in dem sich bildenden Bistum Regensburg an einer alten Handelsstraße nach Böhmen lag. In dieser Zeit war sie namensgebender Herrschaftssitz der Reichsritter Stöhr (Stör, Stier, von Stöhren), einer Zweiglinie der Herren von Murach, die um die Burg, bei der eine Ansiedlung robotpflichtiger Bewohner in Erbuntertänigkeit bestand, eine Grundherrschaft aufbauten.
Von den Stöhr gelangten Burg und Herrschaft Sternstein an das Adelsgeschlecht der Pflugk von Rabstein und nach diesen waren die Edelfreien von Heydeck (Heideck) Inhaber der Herrschaft Neustadt an der Waldnaab-Störnstein, die seit 1355 als Kronlehen dem Königreich Böhmen angegliedert und damit reichsunmittelbar war. Wegen ihrer Beteiligung am Schmalkaldischen Bund wurden die Heideck enteignet. Die Guttenstein-Vrtba folgten als Inhaber des Lehens und der dazugehörigen Einkünfte aus den erbuntertänigen Orten. Im Jahre 1575 erhielt Ladislav Popel von Lobkowitz vom Kaiser bzw. der Krone von Böhmen die Herrschaft für zehn Jahre zu Lehen. Im Jahre 1641 während des Dreißigjährigen Krieges kam Sternstein mit Neustadt an der Waldnaab, Waldau, Waldthurn, Schönsee und einer Reihe von Dörfern als Gefürstete Grafschaft Störnstein in den erblichen Besitz des in den Fürstenstand erhobenen Hauses der Lobkowitz. Seit dem Jahr 1653 hatten die Lobkowitz Sitz und Stimme im Reichsfürstenrat und seit 1742 im bayerischen Reichsrat. Im Jahre 1806 wurde die gefürstete Reichsgrafschaft Sternstein aufgehoben und 1807 mit dem Verwaltungssitz Neustadt an der Waldnaab an das Königreich Bayern unter den Wittelsbachern verkauft.
Als Ergebnis einer Verwaltungsreform entstand mit dem Gemeindeedikt von 1818 die heutige Gemeinde.

### Eingemeindungen
Im Rahmen der Gebietsreform in Bayern wurde am 1. Januar 1972 die Gemeinde Lanz mit den Gemeindeteilen Lanz, Oberndorf, Wöllershof, Reiserdorf und der Einöde Ernsthof nach Störnstein eingemeindet.

### Einwohnerentwicklung
| Jahr      | 1961 | 1970 | 1987 | 1991 | 1995 | 2000 | 2005 | 2010 | 2015 | 2020 |
| --------- | ---- | ---- | ---- | ---- | ---- | ---- | ---- | ---- | ---- | ---- |
| Einwohner | 0874 | 0926 | 1181 | 1254 | 1369 | 1410 | 1490 | 1495 | 1476 | 1518 |

Zwischen 1988 und 2018 wuchs die Gemeinde von 1176 auf 1502 um 326 Einwohner bzw. um 27,7 % der Einwohnerzahl.

## Politik

### Bürgermeister
Erster Bürgermeister ist Markus Ludwig (SPD). Er wurde im Jahr 2014 Nachfolger von Boris-Michael Damzog (SPD). 2020 wurde er im Amt bestätigt.

### Gemeinderat
Die Gemeinderatswahlen seit 2014 ergaben folgende Stimmenanteile und Sitzverteilungen:
| Partei/Liste            | 2020 | 2020  | 2014  |
| Partei/Liste            | %    | Sitze | Sitze |
| ----------------------- | ---- | ----- | ----- |
| Freie Wähler            | 33,4 | 4     | 4     |
| CSU                     | 28,2 | 4     | 2     |
| SPD                     | 26,9 | 3     | 4     |
| Freie Bürgerliste (FBL) | 11,6 | 1     | 2     |

### Wappen

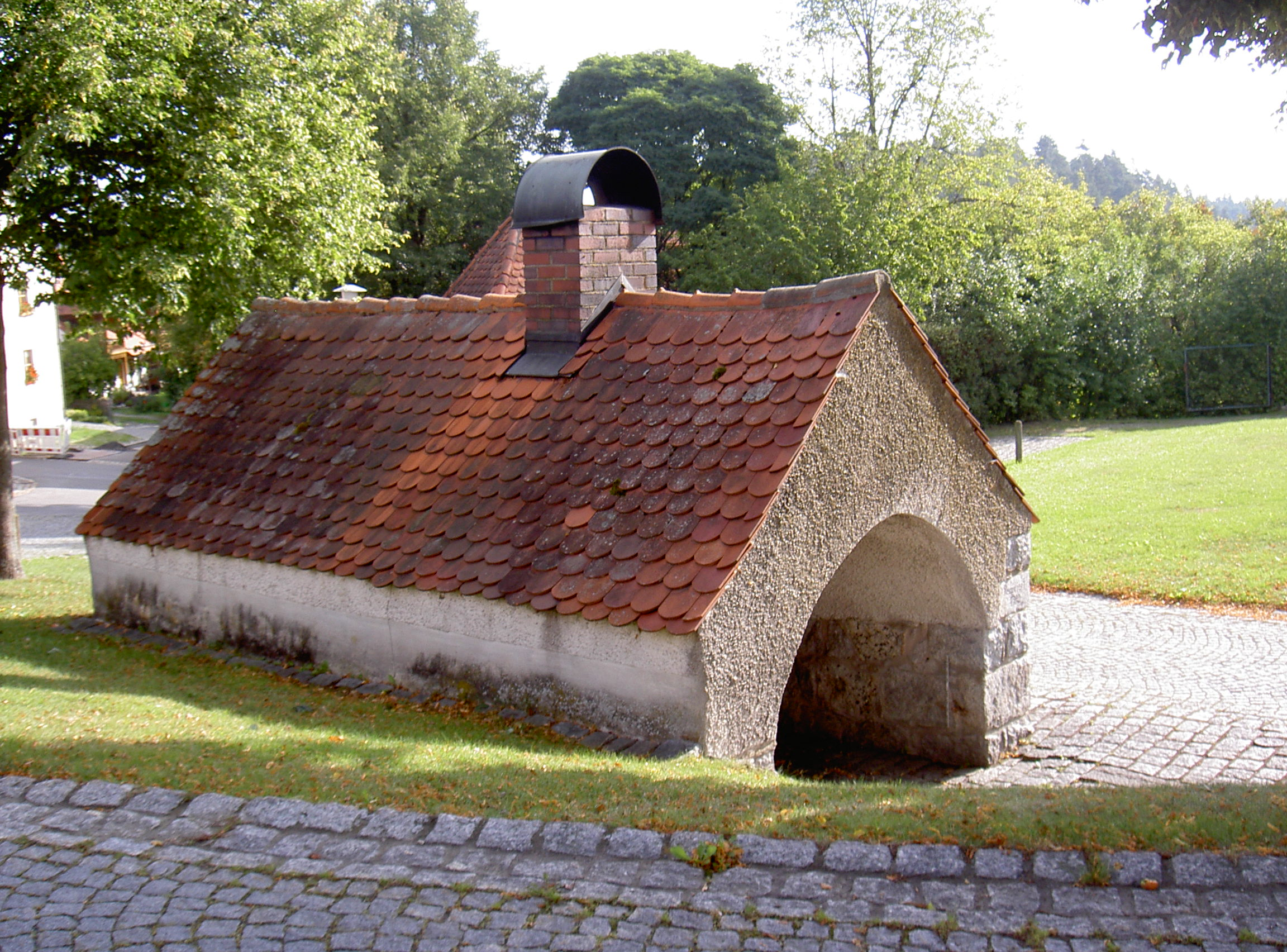
Ehemaliger Gemeindebackofen

| Wappen der Gemeinde Störnstein | Blasonierung: „Unter blauem Schildhaupt mit drei, zwei zu eins gestellten, sechsstrahligen goldenen Sternen, geteilt von Silber und Rot, einem Löwen in wechselnden Farben.“                                                      |
| Wappen der Gemeinde Störnstein | Wappenbegründung: Der Löwe in Silber und Rot wurde von den Herren von Stör übernommen. Die drei goldenen Sterne sind das Redende Wappen der Grafschaft Störnstein. Das Wappen wird von der Gemeinde Störnstein seit 1979 geführt. |

## Baudenkmäler
- St. Katharina (Störnstein)
- St. Salvator am Hafendeck
- St. Salvator (Störnstein)
- Burg Störnstein

## Wirtschaft und Infrastruktur

### Wirtschaft einschließlich Land- und Forstwirtschaft
Es gab im Jahr 2020 nach der amtlichen Statistik in Störnstein als Arbeitsort im produzierenden Gewerbe 115 sozialversicherungspflichtig Beschäftigte. In sonstigen Wirtschaftsbereichen waren 413 Personen sozialversicherungspflichtig beschäftigt. An selbständigen Unternehmen hatte Störnstein 2020 einen Betrieb im verarbeitenden Gewerbe und zwei Betriebe im Bauhauptgewerbe. Im Jahr 2016 waren 16 landwirtschaftlich-bäuerliche Produktionsstätten mit einer Fläche von 581 Hektar, davon 441 Hektar als Ackerfläche genutzt, erwerbstätig.

### Ausbildungseinrichtungen
Es gibt folgende Einrichtungen in Störnstein. (Stand: 2021):
- zwei Kindertageseinrichtungen: 56 genehmigte Plätze, 46 betreute Kinder